# Nafertisite
La nafertisite è un minerale.